# 国立病院機構大阪南医療センター

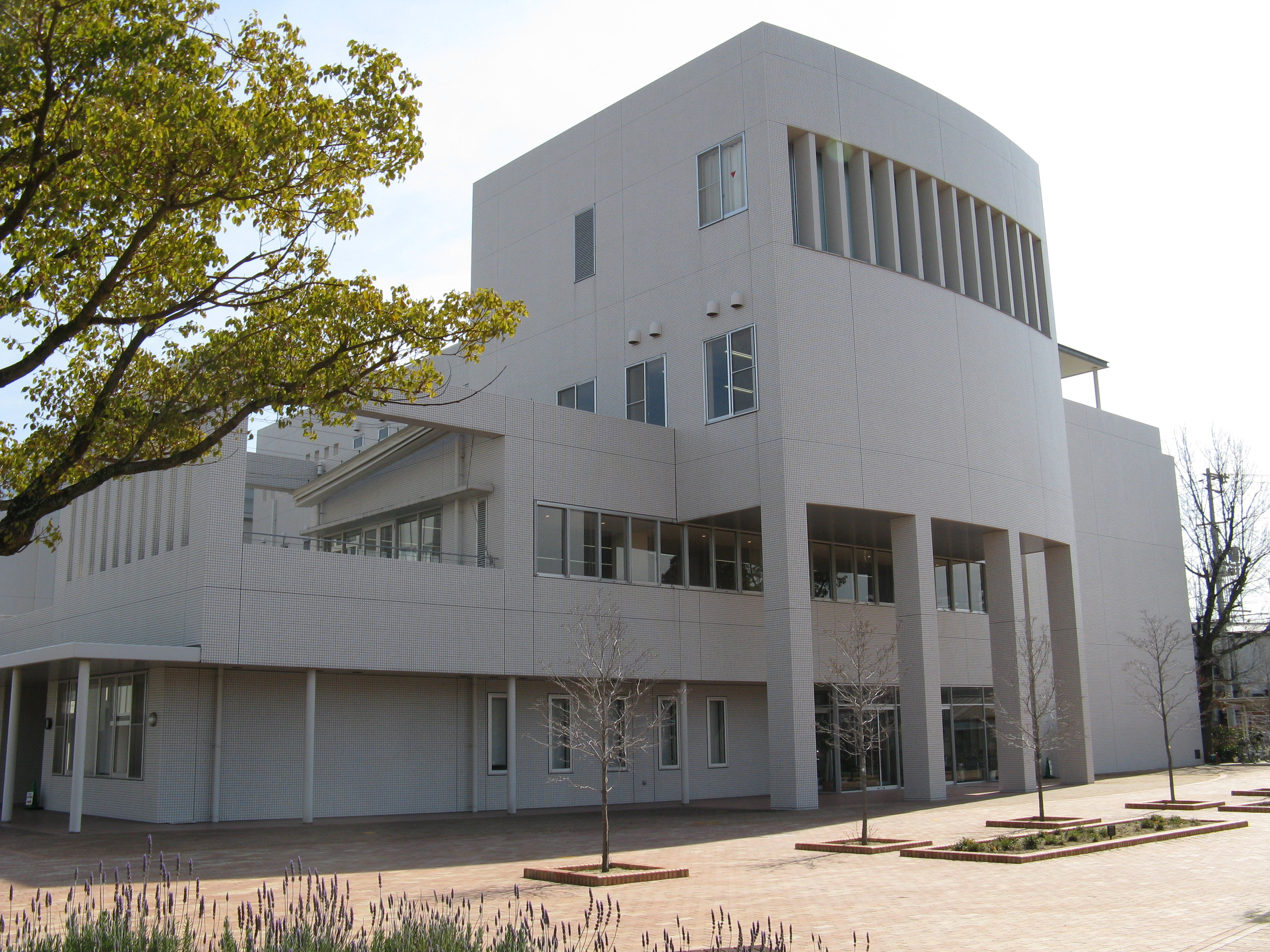
旧大阪南医療センター附属大阪南看護学校

独立行政法人国立病院機構大阪南医療センター（どくりつぎょうせいほうじんこくりつびょういんきこうおおさかみなみいりょうセンター）は、大阪府河内長野市にある医療機関。旧名称は国立大阪南病院。独立行政法人国立病院機構が運営している。政策医療における免疫異常、がん、循環器病、骨・運動器疾患の診療を担う。地域医療支援病院の承認を受けるほか、地域がん診療連携拠点病院や各種医学会の研修や教育施設に指定されている。

## 沿革
- 1945年 - 大阪第一陸軍病院（大阪府堺市）が現在地（旧大阪陸軍幼年学校跡）に移転。厚生省の管轄となり国立大阪病院となる。その後、国立大阪病院が大阪市東区（現: 中央区）法円坂に移転し、現在地の病院は国立大阪病院長野分院となる。
- 1957年 - 国立河内長野病院となる。
- 1965年 - 国立大阪南病院に改名。
- 2004年 - 厚生労働省から独立行政法人国立病院機構に移管され、国立病院機構大阪南医療センターとなる。
- 2005年3月 - 老朽化に伴う建て替えが竣工。SRC造 地上8階、地下1階 延焼	47,856㎡

## 診療科
- 腎臓内科
- 内分泌代謝内科
- 消化器科
- 循環器科
- 脳血管内科
- アレルギー科
- リウマチ科
- 小児科
- 外科
- 整形外科
- 脳神経外科
- 心臓血管外科
- 皮膚科
- 泌尿器科
- 産婦人科
- 眼科
- リハビリテーション科
- 放射線科
- 麻酔科

＜以下は一般外来は無し＞
- 心療内科
- 耳鼻咽喉科
- 歯科

## 医療機関の指定・認定
（下表の出典）
| 保険医療機関 | 労災保険指定病院 |
| 母体保護法指定医の配置されている医療機関 | 臨床研修病院 |
| 生活保護法指定病院（中国残留邦人等の円滑な帰国の促進並びに永住帰国した中国残留邦人等及び特定配偶者の自立の支援に関する法律（平成六年法律第三十号）に基づく指定医療機関を含む。） | 外国医師又は外国歯科医師並びに外国看護師等臨床修練病院等 |
| 指定自立支援病院（更生医療） | がん診療連携拠点病院等 |
| エイズ治療拠点病院 | 指定養育病院 |
| 指定自立支援病院（育成医療） | 特定疾患治療研究事業委託医療機関 |
| 原子爆弾被害者指定医療機関 | DPC対象病院 |
| 原子爆弾被害者一般疾病医療機関 | 指定小児慢性特定疾病医療機関 |
| 身体障害者福祉法指定医の配置されている医療機関 | 診療科名中に産婦人科、産科又は婦人科を有する病院にあっては、公益財団法人日本医療機能評価機構が定める産科医療補償制度標準補償約款と同一の産科医療補償約款に基づく補償の有無 |
| 戦傷病者特別援護法指定医療機関 | 公害医療機関 |
| 地域医療支援病院 | |

- 救急告示病院（二次救急）[2]
- 覚せい剤取締法に基づく指定医療機関[3]
- 臓器提供施設[3]
- 赤ちゃんにやさしい病院（BFH）認定施設[3]
- 公益財団法人日本医療機能評価機構認定病院[4]
- このほか、各種法令による指定・認定病院であるとともに、各学会の認定施設でもある。

## 交通アクセス

### 鉄道[5]
- 南海高野線　千代田駅から
  - 南海バス千代田線「木戸東町行き（15、特15系統）」に乗車し、「大阪南医療センター玄関口」バス停下車すぐ。
  - モックルコミュニティバス「大阪南医療センター行き（北行き）」に乗車し、終点「大阪南医療センター玄関口」バス停下車すぐ。
  - 徒歩約10分。
- 近鉄長野線　汐ノ宮駅から徒歩約15分。

### 自動車[5]
- 国道170号（大阪外環状線）の市町交差点から北西へ約750m。
- 国道310号の千代田駅前交差点から北東へ約800m。